# Sitio natural inscrito
Un sitio natural inscrito (del francés: site naturel inscrit), o más simplemente un sitio inscrito (site inscrit), es una etiqueta oficial francesa (label officiel français) que designa los sitios naturales en los que el interés paisajístico, artístico, histórico, científico, legendario o pintoresco excepcional que, sin presentar un valor o fragilidad tales que justificaran su consideración como sitio natural clasificado, tienen suficiente interés para que su evolución sea estrechamente supervisada.

## Criterios
Pueden demandar la protección de un sitio su propietario así como cualquier persona física o jurídica: colectividad territorial, particular, asociación, así como el Estado o la  «Comisión departamental de sitios, perspectivas y paisajes» (Commission départementale des sites, perspectives et paysages). Los criterios definidos por la ley de 2 de mayo de 1930 llevan a proteger espacios de una gran diversidad:
- espacios naturales que merecen ser preservados;
- paisajes destacados tanto por sus características naturales, como por la acción del hombre;
- parques y jardines.

De acuerdo con la «Red de botánicos francófonos» (Réseau des Botanistes Francophones) en el año 2005 había 2.620 sitios clasificados con una superficie total de 807.000 hectáreas (1,28% del país) y 4.780 sitios inscritos, con un área de 1.636 millones de hectáreas (2,6% del territorio nacional).

## Consecuencias de la inscripción
Cuando un sitio es inscrito, el Estado interviene en un procedimiento de conciliación en tanto que asesor en la gestión del sitio, a través del arquitecto de edificios de Francia (Architecte des bâtiments de France) que debe de ser consultado sobre todas los proyectos de modificación del sitio.  Los efectos de un sitio inscrito son suspendidos por la institución de una zona de protección del patrimonio arquitectónico, urbano y paisajístico.